# Americas Rugby Championship (2009-2014)
Ne doit pas être confondu avec Americas Rugby Championship, compétition créée en 2016.
L'Americas Rugby Championship ou A.R.C. est une compétition annuelle de rugby à XV disputée de 2009 à 2014, mettant aux prises quatre équipes représentant l'Argentine A, le Canada, les États-Unis et l'Uruguay.

## Histoire
La compétition débute en 2009 et remplace la North America 4 créée en 2006 et disputée par des sélections nationales comme les USA Falcons ou le Canada West. Lors de la première édition, les quatre équipes, dont les British Columbia Bears ou encore les Ontario Blues, jouent uniquement deux matches : les Jaguars, équipe réserve de l'Argentine, remporte le tournoi. Il n'est plus disputé à partir de 2015.

## Format
Depuis 2010, seules les sélections nationales disputent le tournoi, sous la forme d'un toutes rondes, et remportée cette année-là par l'Argentine A : les Jaguars.

## Liste des anciens engagés
| Equipe                                        | Année |
| --------------------------------------------- | ----- |
| British Columbia Bears (Colombie-Britannique) | 2009  |
| Ontario Blues (Ontario)                       | 2009  |
| Prairie Wolf Pack (Alberta)                   | 2009  |
| Atlantic Rock (Terre-Neuve-et-Labrador)       | 2009  |
| Tonga A (Îles Tonga)                          | 2010  |

## Identité visuelle

Logo de 2009 à 2014

## Palmarès
| Saison | Vainqueur   | Score       | Finaliste              |
| ------ | ----------- | ----------- | ---------------------- |
| 2009   | Argentine A | 35 - 11     | British Colombia Bears |
| 2010   | Argentine A | Round-robin | Canada A               |
| 2011   | Non disputé | Non disputé | Non disputé            |
| 2012   | Argentine A | Round-robin | Canada A               |
| 2013   | Argentine A | Round-robin | États-Unis A           |
| 2014   | Argentine A | Round-robin | États-Unis A           |
| 2015   | Non disputé | Non disputé | Non disputé            |

## Bilan
| Equipe      | Titre(s) | Premier - Dernier |
| ----------- | -------- | ----------------- |
| Argentine A | 5        | 2009-2014         |